# Francesco Granacci

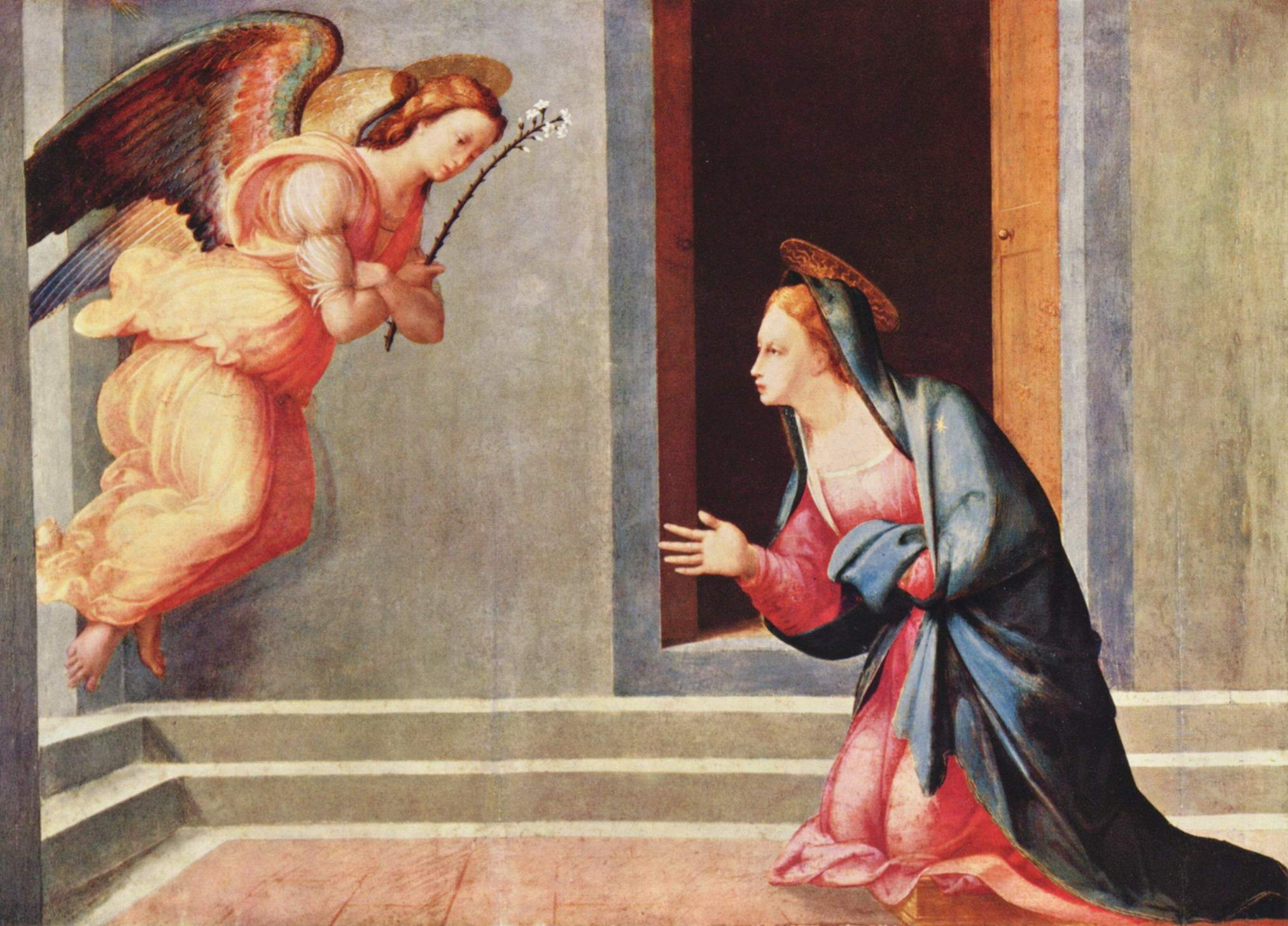
A Anunciação

Francesco Granacci (1469 — 1543) foi um pintor italiano da Renascença.
Nasceu em Villamagna di Volterra, treinou no estúdio de Domenico Ghirlandaio e foi contratado para pintar os afrescos para o complexo de São Marco, em Florença, a pedido de Lorenzo de'Medici. Sua biografia está na obra de Giorgio Vasari, Vidas.
Seus primeiros trabalhos sofreram a influência de Filippino Lippi. Em 1508, Gramacci foi para Roma, onde, com outros artistas, ajudou Michelângelo a executar o teto da Capela Sistina. Seus trabalhos entre 1520 e 1525 mostram a direta influência de Fra Bartolomeo.
Está enterrado na Igreja de Sant'Ambrogio, em Florença.